# Штробах, Райнер
Райнер Штробах (нем. Rainer Strohbach; род. 17 апреля 1958, Дрезден) — восточно-германский пловец, призёр чемпионата Европы и летних Олимпийских игр 1980 года в Москве, участник двух Олимпиад.

## Карьера
На летних Олимпийских играх 1976 года в Монреале Штробах выступал в плавании на 200 и 400 метров вольным стилем и эстафете 4×200 м вольным стилем. В первых двух видах он не смог пробиться в финальную часть соревнований, а в эстафете сборная ГДР стала пятой.
На следующей Олимпиаде в Москве Штробах представлял свою страну в плавании на 400 и 1500 метров вольным стилем и эстафете 4×200 м вольным стилем. В плавании на 400 метров он выбыл из борьбы за медали на предварительной стадии, а на дистанции 1500 метров стал 4-м. В эстафете команда ГДР (Франк Пфютце, Йорг Войте, Детлеф Грабс, Райнер Штробах) с результатом 7:28,60 с заняла второе место после сборной СССР (Сергей Копляков, Владимир Сальников, Ивар Стуколкин, Андрей Крылов — 7:23,50 с) и опередила бронзового призёра — сборную Бразилии (Жоржи Фернандис, Маркус Маттиоли, Сиру Делгаду, Джан Мадруга — 7:29,30 с).

## Семья
Был мужем восточно-германской гребчихи, чемпионки и призёра чемпионатов мира, олимпийской чемпионки Кирстен Штробах. Впоследствии брак распался.